# Aquilegia borodinii
Aquilegia borodinii är en ranunkelväxtart som beskrevs av Boris Konstantinovich Schischkin. Aquilegia borodinii ingår i släktet aklejor, och familjen ranunkelväxter. Inga underarter finns listade i Catalogue of Life.